# Kasteel van Aveschoot

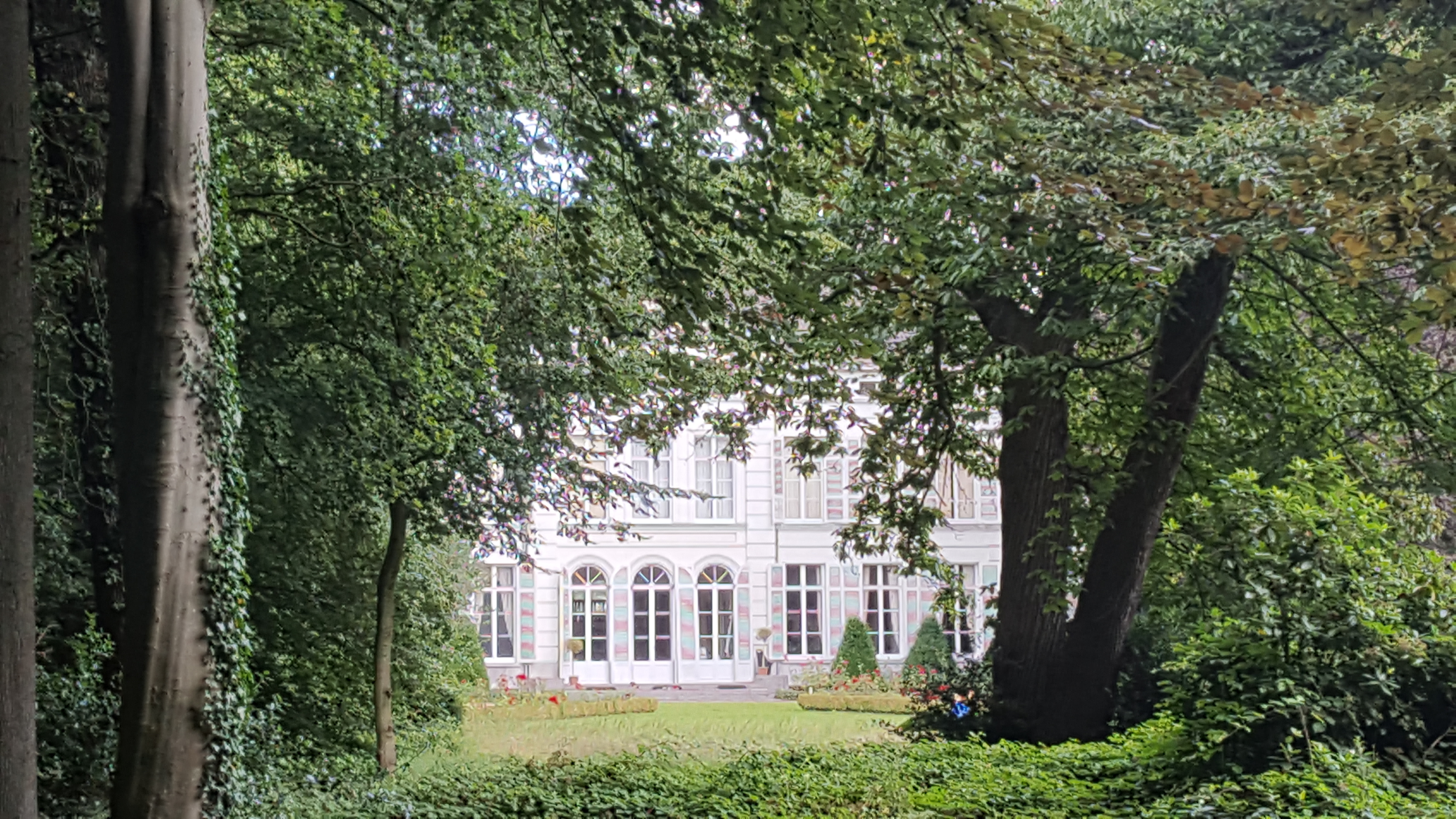
Kasteel van Aveschoot

Het Kasteel van Aveschoot is een kasteel met domein en bijgebouwen in de tot de Oost-Vlaamse gemeente Kaprijke behorende plaats Lembeke, gelegen aan de Kasteeldreef.

## Geschiedenis
Het omgrachte kasteel was zetel van de vrije heerlijkheid Aveschoot, welke een ander bestuur had dan het ambacht Eeklo, waarin Lembeke gelegen was. Binnen Aveschoot lag als een enclave, nog een andere heerlijkheid: Bardelare. Van de 13e eeuw tot 1712 behoorde Aveschoot aan de familie Hauweel, daarna aan de familie Ameye, en in 1781 aan de familie Schamp. De Gentse zakenman Willem-Lucas Schamp liet in 1785 het huidige kasteel bouwen. In 1837 trouwde Ernestine Schamp met graaf Pierre Octave d’Alcantara en zo kwam het kasteel in bezit van de familie d'Alcantara en in 2002 was het nog steeds in bezit van deze familie.

## Domein
Het kasteeldomein omvat het omgrachte kasteel, enkele bijgebouwen, een duiventoren en een boerderij. Van het oorspronkelijke middeleeuwse kasteel zijn geen resten voorhanden. Wel zijn er resten van de dubbele cirkelvormige omgrachting aanwezig.
Het kasteel wordt bereikt door een 600 meter lange eikenlaan, welke kort na 1785 werd aangelegd. Bij het begin van de laan bevindt zich een kapel welke door de familie Schamp werd gebouwd op het einde van de 19e eeuw, mogelijk uit dankbaarheid voor het einde van de Frans-Duitse Oorlog (1871).
Het kasteelpark werd vermoedelijk halverwege de 19e eeuw opnieuw aangelegd in de Engelse landschapsstijl. Er staan enkele monumentale bomen.

## Kasteel
Het huidige kasteel is omstreeks 1785 opgetrokken op de fundamenten van het oude kasteel. Het is gebouwd in classicistische stijl. Het is een groot gebouw op rechthoekige plattegrond, met tweeëneenhalve bouwlaag plus een kelderverdieping en een afmeting van elf bij vijf traveeën. Het middenrisaliet wordt bekroond door een driehoekig fronton. Het interieur is voornamelijk 20e-eeuws, maar de huiskapel heeft nog een uit 1868 stammend interieur. Het opschrift altare privilegiatum pro familia verwijst naar een gunst, door Paus Pius IX aan deze kapel geschonken.

## Bijgebouwen
De duiventoren heeft een zadeldak tussen trapgevels. Er is een jaartalsteen van 1550 en een wapen van de familie Schamp-de-Grand-Ry. Daarnaast is er de neerhof met woonhuis, paardenstallen, een dwarsschuur, een koetshuis, een hovenierswoning en enkele andere woningen voor het personeel.